# Trigoniulus
Trigoniulus är ett släkte av mångfotingar. Trigoniulus ingår i familjen Trigoniulidae.

## Dottertaxa tillTrigoniulus, i alfabetisk ordning[1]
- Trigoniulus acolastus
- Trigoniulus andropygus
- Trigoniulus bitaeniatus
- Trigoniulus braueri
- Trigoniulus bravensis
- Trigoniulus ceramicus
- Trigoniulus charactopygus
- Trigoniulus corallinus
- Trigoniulus corallipes
- Trigoniulus digitulus
- Trigoniulus dimorphus
- Trigoniulus dissentaneus
- Trigoniulus edentulus
- Trigoniulus flavipes
- Trigoniulus goesii
- Trigoniulus hemityphlus
- Trigoniulus insculptus
- Trigoniulus lawrencei
- Trigoniulus lissonotus
- Trigoniulus megaloproctus
- Trigoniulus mertoni
- Trigoniulus placidus
- Trigoniulus proximus
- Trigoniulus ralumensis
- Trigoniulus reonus
- Trigoniulus sericatus
- Trigoniulus squamifer
- Trigoniulus squammosus
- Trigoniulus tachypus
- Trigoniulus takakuwai
- Trigoniulus tamaicus
- Trigoniulus tamicus
- Trigoniulus uncinatus
- Trigoniulus velox